# Thomas Klupp

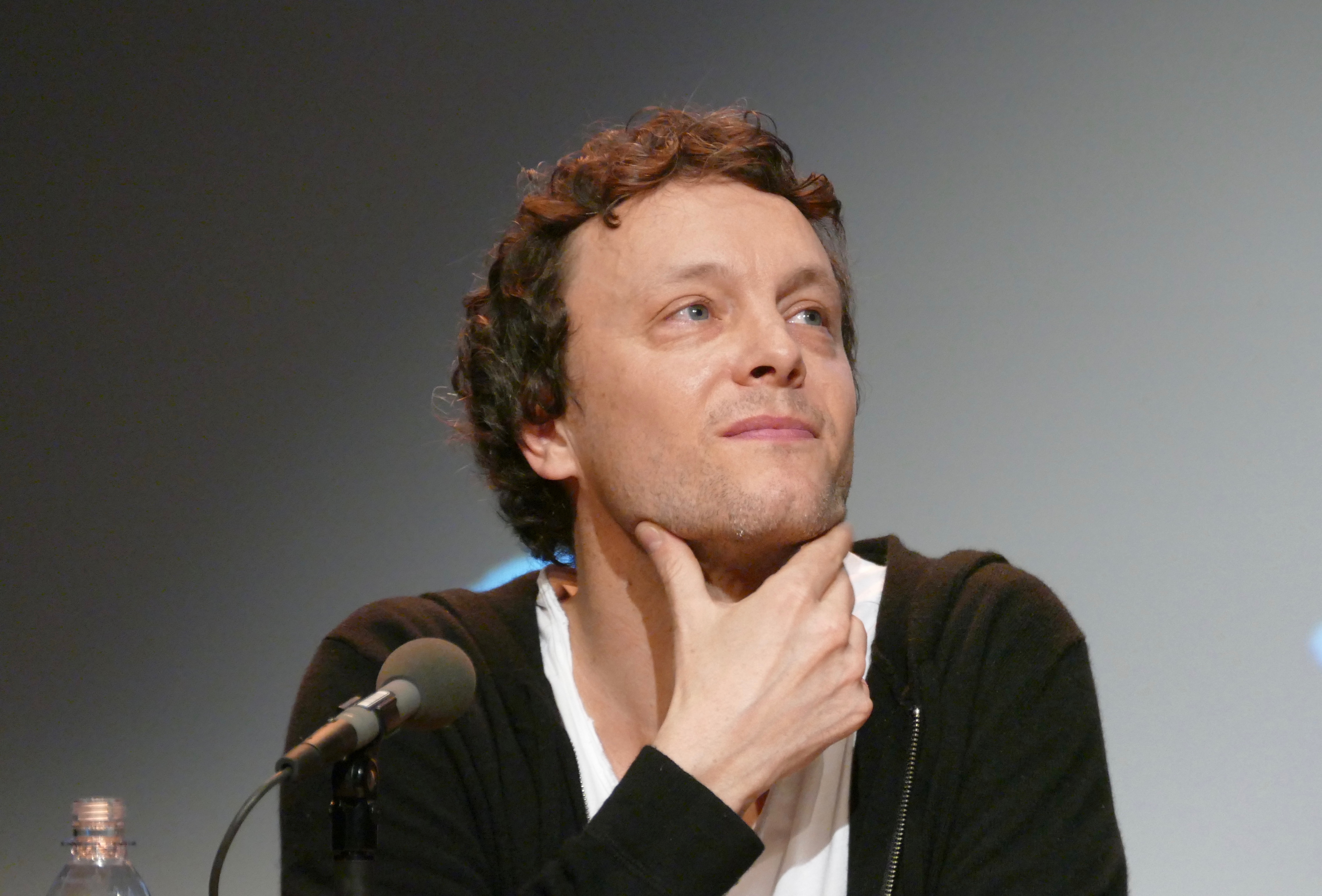
Thomas Klupp bei den Wortspielen 2019

Thomas Klupp (* 14. April 1977 in Erlangen) ist ein deutscher Schriftsteller und Literaturwissenschaftler.

## Leben und Werk
Thomas Klupp, Sohn eines Hals-Nasen-Ohren-Arztes, wuchs in Weiden in der Oberpfalz auf. Er studierte von 2001 bis 2006 Kreatives Schreiben und Kulturjournalismus an der Universität Hildesheim. Er war Mitherausgeber der Literaturzeitschrift Bella triste und Mitglied der künstlerischen Leitung des Literaturfestivals Prosanova 2005. Seit April 2007 ist er als wissenschaftlicher Mitarbeiter am Institut für Literarisches Schreiben und Literaturwissenschaft der Universität Hildesheim tätig. Er lebt in Walshausen (Hildesheim) und Berlin.
Klupp veröffentlichte Kurzgeschichten in Literaturzeitschriften und Anthologien. Er war Stipendiat beim 9. Klagenfurter Literaturkurs und erhielt 2006 ein Werkstatt-Stipendium der Jürgen-Ponto-Stiftung. 2009 wurde Klupp für sein Debüt Paradiso mit dem Förderpreis zum Nicolas-Born-Preis ausgezeichnet, 2010 mit dem Rauriser Literaturpreis. Der Roman erfuhr in der Literaturkritik hohe Beachtung. Bei den Tagen der deutschsprachigen Literatur 2011 in Klagenfurt gewann Thomas Klupp den VILLI-Publikumspreis für seinen Text „9to5 Hardcore“. 2018 erschien sein zweiter Roman Wie ich fälschte, log und Gutes tat, der wie sein Debüt eine Hochstapler-Figur ins Zentrum der Handlung stellt. Der Roman wurde 2018 für den Bayerischen Buchpreis und den Preis der LiteraTour Nord nominiert; im Feuilleton erhielt er gemischte Kritiken.
Im Jahr 2013 wurde Klupp mit einer Arbeit zu literarischen Schreibratgebern an der Stiftung Universität Hildesheim promoviert. 2014 erschien seine Dissertation Literarische Schreibratgeber: Eine typologisierend-vergleichende Untersuchung in der Peter-Lang-Verlagsgruppe. Klupp ist Herausgeber mehrerer literaturwissenschaftlicher Sammelbände, zuletzt gab er zusammen mit Mariana Leky die Anthologie Institutsprosa im Georg-Olms-Verlag heraus.
In den Jahren 2007 und 2008 nahm er zudem an einer wissenschaftlichen Untersuchung teil, in der die Entstehung seines Romans Paradiso aus epistemologischer Perspektive nachvollzogen wird.
Seit 2005 spielt Klupp bei der deutschen Autorennationalmannschaft (Autonama).

## Publikationen (Auswahl)
- Paradiso. Roman. Berlin Verlag, Berlin 2009. ISBN 978-3-8270-0843-5.
- Als Hrsg. mit Hanns-Josef Ortheil u. a.: Weltliteratur I: Von Homer bis Dante. Hildesheimer Universitätsschriften 2008. ISBN 978-3-934105-27-0.
- Als Hrsg. mit Hanns-Josef Ortheil u. a.: Weltliteratur II: Vom Mittelalter zur Aufklärung Hildesheimer Universitätsschriften 2009. ISBN 978-3-934105-51-5.
- Als Hrsg. mit Hanns-Josef Ortheil u. a.: Weltliteratur IV: Das zwanzigste Jahrhundert Hildesheimer Universitätsschriften 2011. ISBN 978-3-934105-37-9.
- Literarische Schreibratgeber: Eine typologisierend-vergleichende Untersuchung. Dissertation. Peter Lang, 2014. ISBN 978-3-631-65771-3.
- Wie ich fälschte, log und Gutes tat. Roman. Berlin Verlag, Berlin 2018. ISBN 978-3-8270-1366-8.
- Als Hrsg. mit Mariana Leky u. a.: Institutsprosa. Olms Verlag 2019. ISBN 978-3-487-15778-8.

## Auszeichnungen
- 2009: Förderpreis zum Nicolas-Born-Preis
- 2010: Rauriser Literaturpreis
- 2010: Förderpreis der Kulturstiftung Erlangen[7]
- 2011: VILLI-Publikumspreis beim Ingeborg-Bachmann-Preis in Klagenfurt
- 2018: Nominierung Bayerischer Buchpreis
- 2018: Nominierung Preis der LiteraTour Nord
- 2019: Tagessieger beim internationalen Literaturfestival Wortspiele in München